# Prvenstvo Šibenskog nogometnog podsaveza 1967./68.
Prvenstvo Šibenskog nogometnog podsaveza za 1967./68. je bila liga 4. stupnja nogometnog prvenstva Jugoslavije. 
 Sudjelovalo je ukupno 10 klubova, a prvak je bio "Metalac" iz Šibenika.

## Ljestvica
| mj. | klub                      | ut.              | pob.             | ner.             | por.             | gol+             | gol-             | bod              |
| --- | ------------------------- | ---------------- | ---------------- | ---------------- | ---------------- | ---------------- | ---------------- | ---------------- |
| 1.  | Metalac Šibenik           | 16               | 12               | 2                | 2                | 69               | 7                | 26               |
| 2.  | Polet Zablaće             | 16               | 9                | 4                | 3                | 38               | 17               | 20               |
| 3.  | Aluminij Lozovac          | 15               | 9                | 2                | 4                | 31               | 22               | 20               |
| 4.  | SOŠK Skradin              | 16               | 9                | 2                | 5                | 36               | 24               | 20               |
| 5.  | Biograd (Biograd na Moru) | 15               | 9                | 2                | 4                | 31               | 22               | 20               |
| 6.  | Rudar Siverić             | 16               | 8                | 2                | 6                | 43               | 38               | 18               |
| 7.  | Požar Skradinsko Polje    | 16               | 2                | 3                | 11               | 16               | 52               | 7                |
| 8.  | Mladost Tribunj           | 16               | 2                | 2                | 12               | 12               | 54               | 5                |
| 9.  | Kolektivac Šibenik        | 16               | 0                | 3                | 13               | 20               | 62               | 3                |
|     | Šibenik II                | van konkurencije | van konkurencije | van konkurencije | van konkurencije | van konkurencije | van konkurencije | van konkurencije |

- Zablaće tada samostalno naselje, danas dio Šibenika

## Rezultatska križaljka
| kratica | klub                      | ALU      | BIO | KOL  | MET | MLA  | POL | POŽ | RUD | SOŠK | ŠIB |
| --- | ------------------------- | -------- | --- | ---- | --- | ---- | --- | --- | --- | ---- | --- |
| ALU | Aluminij Lozovac          |          |     |      |     |      |     | 2:1 | 3:0 |      |     |
| BIO | Biograd (Biograd na Moru) | 1:2      |     | 4:0  |     |      | 2:0 |     | 2:2 | 2:0  |     |
| KOL | Kolektivac Šibenik        | 1:5      | 2:3 |      |     |      |     |     |     | 3:6  |     |
| MET | Metalac Šibenik           |          |     | 10:1 |     | 11:0 | 5:0 |     | 3:0 |      |     |
| MLA | Mladost Tribunj           | 1:3      | 1:3 |      |     |      |     |     |     |      |     |
| POL | Polet Zablaće             |          |     | 2:1  |     | 2:1  |     | 7:0 | 8:0 |      |     |
| POŽ | Požar Skradinsko Polje    | 1:4      |     | 2:2  | 0:8 | 3:0  | 0:6 |     |     |      |     |
| RUD | Rudar Siverić             | 5:2      |     |      |     | 7:0  | 2:0 |     |     |      |     |
| SOŠK | SOŠK Skradin              | 1:2, 3:2 | 1:1 |      | 1:3 | 3:0  | 2:2 |     |     |      |     |
| ŠIB | Šibenik II                | 0:0      | 0:0 |      | 1:4 |      |     | 3:0 |     |      |     |
| |                           |          |     |      |     |      |     |     |     |      |     |
| podebljan rezultat - utakmice od 1. do 9. kola (1. utakmica između klubova) rezultat normalne debljine - utakmice od 10. do 18. kola (2. utakmica između klubova) rezultat nakošen - nije vidljiv redoslijed odigravanja međusobnih utakmica iz dostupnih izvora rezultat nakošen i smanjen * - iz dostupnih izvora nije uočljiv domaćin susreta prekrižen rezultat - poništena ili brisana utakmica p - utakmica prekinuta 3:0 p.f. / 0:3 p.f. - rezultat 3:0 bez borbe |                           |          |     |      |     |      |     |     |     |      |     |

 Izvori: 